# John Gilbert (1812-1845)
Pour les articles homonymes, voir John Gilbert.
John Gilbert est un naturaliste et un explorateur britannique, né en 1812 et mort le 28 juin 1845.
Gilbert est taxidermiste à la Zoological Society of London. Il y rencontre John Gould (1804-1881). Il part avec ce dernier et son épouse en Australie en 1838. Gilbert y récolte des spécimens pour les futures publications de Gould. Après le retour de ce dernier pour la Grande-Bretagne, Gilbert reste en Australie et se joint à l’expédition conduite par Ludwig Leichhardt (1813-1848). Gilbert est tué durant cette expédition par des aborigènes.

## Source
- Traduction de l'article de langue anglaise de Wikipédia (version du 4 juillet 2006).